# Райчо Славков
Райчо Боев Славков е български офицер (генерал-лейтенант), началник Щаба на войската на българската армия в периода 14 септември 1944 – 15 декември 1944 г.

## Биография
Райчо Славков е роден на 8 май 1898 г. с. Хърсово, Разградско. През 1919 г. завършва на Военното училище в София, произведен е в чин подпоручик. Служи в 71-ви пехотен полк и 2-ри пехотен искърски полк. На 30 януари 1923 година е произведен в чин поручик, на 15 април 1928 в чин капитан. През 1929 г. е назначен за помощник-началник на секция в Щаба на войската, от 1931 г. е командир на рота от 21-и пехотен средногорски полк, след което по-късно същата година е изпратен за обучение във Военната академия, като от 1932 г. е командир на рота от 29-и пехотен ямболски полк. През 1934 година капитан Славков завършва Военната академия, а през следващата година става началник на секция в Генералния щаб. През 1935 г. е назначен за началник на секция от Щаба на войската, на 6 май 1935 година е произведен в чин майор, а в края на същата година е назначен за командир на рота от 4-ти инженерен полк.
През 1936 година майор Славков е назначен за началник на секция в 6-а пехотна бдинска дивизия, от следващата година командва 24-а погранична рота, след което от началото на 1938 г. е преподавател във Военната академия, а малко по-късно е назначен за завеждащ подофицерското отделение в Пехотната школа. На 6 май 1939 г. е произведен в чин подполковник.
През 1941 година подполковник Славков е назначен за началник-щаб на 1-ва пехотна софийска дивизия, на 3 ноември 1942 година е произведен в чин полковник. Славков играе важна роля в осъществяването на Деветосептемврийския преврат. Като началник-щаб на Първа пехотна дивизия, най-голямата войскова част в столицата, той успява да неутрализира дивизионния командир Иван Кефсизов и да постави дивизията на разположение на извършителите на преврата. Вечерта на 9 септември участва в делегацията при маршал Фьодор Толбухин, постигнала споразумение за прекратяване на военните действия на Съветския съюз срещу България.
На 14 септември 1944 г. е произведен в чин генерал-майор и назначен за началник на Щаба на войската. Отстранен е от поста на 15 декември 1944 г., когато комунистите установяват по-строг контрол над армията след неуспешния опит на Дамян Велчев да защити военните от закона за Народния съд. На 18 ноември 1944 г. е произведен в чин генерал-лейтенант. На 20 декември 1944 г. е назначен за командир на 3-та армия, а на 20 юли 1945 г. преминава в запаса.
След уволнението си от армията Славков е член на Изпълнителния комитет на Народен съюз „Звено“ до неговото разпускане през 1949 година, а известно време ръководи софийската му организация.
През 1953 е обвинен за участие в събитията през септември 1923 година, арестуван, осъден на смърт и разстрелян.

## Военни звания
- Подпоручик (1919)
- Поручик (30 януари 1923)
- Капитан (15 юни 1928)
- Майор (6 май 1935)
- Подполковник (6 май 1939)
- Полковник (3 октомври 1942)
- Генерал-майор (14 септември 1944)
- Генерал-лейтенант (18 ноември 1944)

## Награди
- Военен орден „За храброст“ III степен, 1 клас
- Царски орден „Свети Александър“ III степен с мечове по средата
- Народен орден „За военна заслуга“ II степен с военно отличие